# Steffi Walter-Martin
Steffi Walter-Martin (Bad Schlema, 17 september 1962 - 21 juni 2017) was een Oost-Duits rodelaarster.
Walter-Martin won in 1983 en 1985 de wereltitel.
Tijdens de Olympische Winterspelen 1984 in het Joegoslavische Sarajevo veroverde Walter-Martin de gouden medaille. Vier jaar later tijdens de Olympische Winterspelen 1988 in het Canadese Calgary prolongeerde Walter-Martin haar titel, hiermee was Walter-Martin de eerste vrouw die haar titel prolongeerde bij het rodelen.

## Resultaten

### Wereldkampioenschappen
| Jaar | Plaats      | Resultaat   |
| ---- | ----------- | ----------- |
| 1983 | Lake Placid | individueel |
| 1985 | Oberhof     | individueel |

### Olympische Winterspelen
| Jaar | Plaats   | Resultaat   |
| ---- | -------- | ----------- |
| 1984 | Sarajevo | individueel |
| 1988 | Calgary  | individueel |

1964: Ortrun Enderlein ·
1968: Erica Lechner ·
1972: Anna-Maria Müller ·
1976: Margit Schumann ·
1980: Vera Sosoelja ·
1984: Steffi Walter-Martin ·
1988: Steffi Walter-Martin ·
1992: Doris Neuner ·
1994: Gerda Weissensteiner ·
1998: Silke Kraushaar ·
2002: Sylke Otto ·
2006: Sylke Otto ·
2010: Tatjana Hüfner ·
2014: Natalie Geisenberger ·
2018: Natalie Geisenberger ·
2022: Natalie Geisenberger
- Gemeinsame Normdatei: 1154867951
- Virtual International Authority File: 4049152200746014400009
- WorldCat: E39PBJcR9pd9ddVhC3kXx9TJXd